# Smith & Wesson Модель 57
Smith & Wesson Модель 57 це револьвер на великій рамці, подвійної дії з шестизарядним барабаном, під набій .41 Magnum, який розробила та випускала компанія Smith & Wesson. Револьвер розробляли для правоохоронних Підрозділів.  Проте, через свої розміри та віддачу він став популярним серед цивільних стрільців та мисливців.

## Розробка
На початку 1960-х років, Елмер Кейт, Біл Джордан та Скітер Скелтон, усі відомі експерти та автори, лобіювали до Remington Arms та Smith & Wesson представити новий поліцейський набій .41 калібру, щоб заповнити розрив в балістичних характеристиках між набоями .357 та .44 Magnums, тим самим створивши зброю, яка буде найбільше підходити для правоохоронців.
У квітні 1964 року компанія Remington представила набій .41 Magnum, а компанія Smith & Wesson випустила револьвер Модель 57 під новий боєприпас.
Елмер Кейт пропонував назвати новий набій ".41 Police", але Remington обрали назву .41 Magnum, сподіваючись використати відомість та популярність своїх попередні розробок набоїв Magnum.

## Особливості
Револьвер Модель 57, вперше представлений в квітні 1964 року, випускали зі стволами довжиною 4", 6", 6-1/2" та 8-3/8" у воронуванні та нікельовані. S&W використали велику рамку "N". Модель 57 стала одним з основних продуктів компанії, пропонуючи чудову підгонку та обробку. Загалом вона повторювала відомий револьвер S&W Модель 29, окрім того, що калібр був .41 замість .44 калібру. Як і Модель 29, 57-ма мала червону крапку на мушці з білим контуром на регульованому задньому прицілі, а також цільовий спусковий гачок, цільовий курок та негабаритні дерев'яні цільові руків'я.

## Варіанти Моделі 57
| Модель | Рік  | Модифікації                                                                                  |
| ------ | ---- | -------------------------------------------------------------------------------------------- |
| 57     | 1964 | Перша версія                                                                                 |
| 57-1   | 1982 | Прибрано розточку барабану та ствол на штифті, замінено на барабан довжиною до 1.67″ (42 мм) |
| 57-1   | 1986 | Припинили випуск нікельованих моделей                                                        |
| 57-2   | 1988 | Нова вилка барабана, штовхаючий штифт, змінне руків'я                                        |
| 57-3   | 1990 | Більш довга упорна виїмка в барабані                                                         |
| 57-3   | 1992 | Знято з виробництва модель з 4″ стволом, фінішна обробка лише воронування                    |
| 57-4   | 1993 | Новий задній приціл, рама з отворами і різьбою                                               |
| 57-4   | 1993 | Виробництво припинено                                                                        |
| 57-5   | 2019 | Повернення револьвера за стволом довжиною 6″ з вуглицевої сталі                              |

## Набої
Спочатку Remington представила набій з двома зарядками пороху. Перша мала повну потужність 1300-1400 футів/с мисливську або важку зарядку з оболонковою кулею з м'яким наконечником, яка могла конкурувати у зупиняючій потужності з більш потужним набоєм .44 Magnum, при цьому маючи меншу віддачу та більш плоску траєкторію кулі. Друга зарядка була менш потужною 1,150 футів/с зі свинцевою кулею вагою 210 гранів з пласким носом для використання правоохоронними органами.

## Реакція ринку
Через низку факторів набій .41 Magnum на жаль ніколи не став "новим великим поліцейським набоєм", як бажали його розробники та прихильники. По-перше, більшість підрозділів і рядові офіцери були цілком задоволені своїми револьверами .38 Special, а якщо їм потрібну більша зупиняюча потужність, вони використовували набої .357 Magnum. Крім того, навіть коли вдалося переконати випробувати набій .41 Magnum вищім офіцерам, багато хто скаржився, що легший набій .41 Magnum "Police load" був незадовільним при стрільбі, у той час як набій .357 Magnum мав адекватну потужність без сильного удару віддачі та без такого сильного дулового спалаху, як у набою .41. Крім того, рішення S&W та Remington назвати набій "Magnum", щоб вийти на ринок амуніції для правоохоронних органів, зіграло проти них. Поліція вважала, що використання потужної мисливської зброї типу "Magnum" не підходить в часи політкоректності та зв'язків з громадськістю, коли поліція бажає, щоб її не асоціювали з поліцейською брутальністю. Проте поліцейські департаменту деяких міст, таких як Армарилло та Сан-Антоніо в Техасі й Сан-Франциско в Каліфорнії обрали для своїх потреб набій .41 Magnum.  Крім того Модель 57 весь час боролася за значну частку ринку зі своїм "старшим братом" Моделлю 29. Куля .41 Magnum (при 0.410″) лише на 0.019″ менша від кулі .44 Magnum (при 0.429″). Розрив у популярності збільшився після того як Клінт Іствуд використав "найпотужніший револьвер в світі" Модель 29 в популярному фільмі Брудний Гаррі. Після виходу фільму, багато тогочасної зброї під набій .44 Magnum, в тому числі і під набій .41, дещо втратили популярність у публіки та на американському збройному ринку. І нарешті у середині 1980-х років з'явилась серія дуже популярних та вдалих легких револьверів на меншій рамці з неіржавної сталі. Ці спрямовані на поліцію револьвери, наприклад S&W Модель 66, прискорили припинення випуску Моделі 57. Загалом, Модель 57 та її варіанти не змогли викликати інтерес (або продажі) на яки розраховували розробники.

## Варіанти
Smith & Wesson пропонували версія зроблену повністю з неіржавної сталі під назвою Модель 657. Модель 657 була представлена в 1986.
У спеціалізованій майстерні випускали дуже рідку Модель 57 зі стволом довжиною 5 дюймів.  Усі відомі екземпляри мали традиційний короткий підствольний кожух.

## Smith & Wesson Модель 58
10 липня 1964 S&W представили більш простий та дешевий револьвер під набій .41 Magnum для постачання у департаменти поліції. Ця бюджетна версія Моделі 57 була схожа за конструкцією на револьвер .38 Special S&W Модель 10 або .357 Magnum Модель 28 Highway Patrolman. При вазі у 41 унцію (1163 гр), Модель 58 мала ствол довжиною 4", фіксований відкритий приціл і стандартне руків'я. Варіанти обробки були такими самими, як і у дорожчої Моделі 57, воронування або нікелювання, але невдовзі після випуску Моделі 58 S&W вирішили, що для простих "робочих" моделей достатньо дешевого "матового" воронування. Крім того Модель 58 не мала кожуха ежектора, але отримала штифтове кріплення стволу та розточений барабан, як і дорожча Модель 57. Модель 58 випускали з 1964 по 1977 у кількості приблизно 20,000 штук. У 2008 році  S&W відновили виробництво револьверів з воронуванням і некілюванням.